# Sa giông gai Trấn Hải
Sa giông gai Trấn Hải, tên khoa học Echinotriton chinhaiensis, là một loài kỳ giông thuộc họ Salamandridae. Chúng là loài đặc hữu ở khu vực Bắc Lôn, Ninh Ba, Chiết Giang, Trung Quốc.
Môi trường sống tự nhiên của chúng là rừng ôn đới, đầm lầy nước ngọt, và ao hồ, ở cao độ 10–200 m trên mực nước biển.
Chúng hiện đang bị đe dọa vì mất môi trường sống.